# Margery Booth
Pour les articles homonymes, voir Booth.

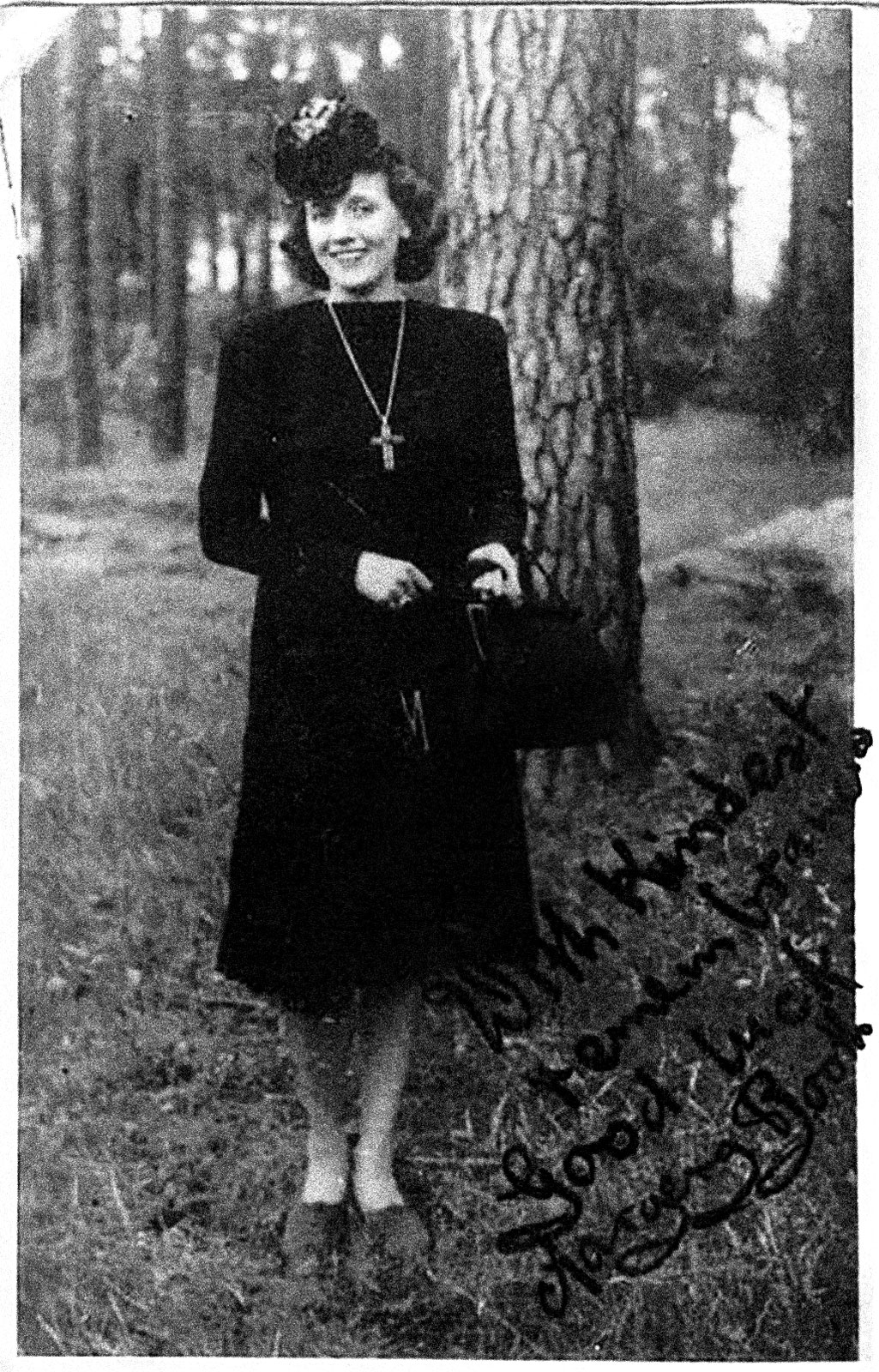
Margery Booth dans une photographie dédicacée non datée

Margery Booth (née à Wigan en 1905 et morte à New York le 11 avril 1952) est une mezzo-soprano et espionne britannique de la Seconde Guerre mondiale.

## Biographie
Elle commença sa carrière à Covent Garden puis, ayant épousé un Allemand, le docteur Egon Strohm, elle continua celle-ci en Allemagne où elle chanta à l'opéra de Berlin et à Bayreuth.
Elle donna des récitals au stalag IIID où se trouvaient les prisonniers britanniques susceptibles de rejoindre le SS British Free Corps, créé à l’initiative de John Amery.
Elle fut recrutée par John Brown (en), un agent secret  britannique, prisonnier des Allemands se faisant passer pour un sympathisant nazi. Il lui confiera des documents secrets  sur les cibles militaires qu’elle fit passer à Londres.
À une occasion, elle chanta devant Adolf Hitler avec des documents cachés dans ses sous-vêtements.
Elle transmit également des pièces à conviction qui permirent de faire condamner à mort John Amery et William Joyce, le fameux Lord Haw-Haw.
Rentrée en Angleterre dans sa ville natale, elle fut considérée par la population locale comme une collaboratrice pro-nazi et dut émigrer aux États-Unis où elle mourut d'un cancer.
Il existe très peu d'enregistrements d'elle et une des rares photos connues d'elle a été vendue aux enchères en septembre 2010.

## Sources
1. ↑  Cyrille Vanlerberghe, « L'espionne soprano anglaise qui chantait pour Hitler », sur Le Figaro.fr, 10 septembre 2010 (consulté le 19 mai 2020)
2. ↑  Vanessa Allen, « Revealed: British opera singer turned spy who performed for Hitler with secret documents hidden in her underwear », sur Mail Online, 9 septembre 2010 (consulté le 20 mai 2020)

- Cyrille Vanlerberghe, « L’espionne soprano anglaise qui chantait pour Hitler » Le Figaro, samedi 11 septembre 2010.
- (en) Daily Mail, 10 septembre 2010.